# Rubinskapania
Rubinskapania (Scapania scandica) är en levermossart som först beskrevs av H. Arn. och Leopold von Buch, och fick sitt nu gällande namn av Macv.. Rubinskapania ingår i släktet skapanior, och familjen Scapaniaceae. Arten är reproducerande i Sverige.